# Dan Gosling
Daniel „Dan” Gosling (Brixham, 1990. február 2. –) angol labdarúgó, aki jelenleg a Bournemouth-ban játszik. Középpályásként és hátvédként is bevethető.

## Pályafutása

### Plymouth Argyle
Goslingra a Brixham United U12-es csapatában figyeltek fel a Plymouth Argyle játékosmegfigyelői. Az ifiakadémián és a tartalék csapatban eltöltött évek után 2006-ban kapott profi szerződést. 2006. december 9-én, a Hull City ellen debütált, amikor csereként váltotta a sérült Paul Wottont. 2007. január 1-jén, egy Southampton elleni meccsen léphetett pályára először kezdőként. Később Mathias Kouo-Doumbe sérülése miatt jobbhátvédként kellett helyt állnia és nagyon jól teljesített.
2007 márciusában egy hétig a Chelsea-nél edzett csakúgy, mint két csapattársa, Luke Summerfield és Scott Sinclair. Végül nem igazolt a londoniakhoz.

### Everton
2008. január 14-én az Everton leigazolta Goslingot, aki a 32-es számú mezt kapta meg. Egy Middlesbrough elleni mérkőzésen mutatkozott be új csapatában, első gólját pedig egy Sunderland ellen 3-0-ra megnyert meccsen szerezte. A találkozó után csapattársaitól hatalmas tapsot kapott az öltözőben. 2009. február 4-én csereként állt be egy Liverpool elleni FA-kupa-meccsen, a 118. percben gólt szerzett, ezzel megnyerve az Evertonnak a meccset. A kupadöntőn is játszott, a második félidőben lépett pályára.
A 2009–10-es szezon előtt megkapta a 19-es számú mezt, amit korábban Nuno Valente viselt. 2009. november 8-án, a West Ham United ellen kezdőként kapott lehetőséget.

### Newcastle United
2010 nyarán 4 éves szerződést kötött az első osztályba feljutó Newcastle United csapatával. Sérülések hátráltatták az első évében, mindössze egy bajnokin szerepelt. 2011. január 16-án a Sunderland elleni 1-1-re végződő mérkőzésen debütált új klubjában.

## Válogatott
Gosling tagja volt annak az U17-es angol válogatottnak, mely részt vett a 2007-es U17-es vb-n. Nem sokkal később bekerült az U19-es csapatba, így részt vehetett a 2008-as és a 2009-es U19-es Eb-n is. 2009 óta az U21-es válogatottnak is tagja.

## Statisztika
2011. január 16. szerint.
| Klub             |                | Szezon   | Bajnokság | Bajnokság  | Fa-kupa | Fa-kupa    | Ligakupa | Ligakupa   | Nemzetközi | Nemzetközi | Összesen | Összesen |
| Klub             | Mérkőzések     | Szezon   | Gólok     | Mérkőzések | Gólok   | Mérkőzések | Gólok    | Mérkőzések | Gólok      | Mérkőzések | Gólok    |          |
| ---------------- | -------------- | -------- | --------- | ---------- | ------- | ---------- | -------- | ---------- | ---------- | ---------- | -------- | -------- |
| Plymouth Argyle  | Championship   | 2006–07  | 12        | 2          | 2       | 0          | 0        | 0          | -          | -          | 14       | 2        |
| Plymouth Argyle  | Championship   | 2007–08  | 10        | 0          | 0       | 0          | 0        | 0          | -          | -          | 10       | 0        |
| Everton          | Premier League | 2007–08  | 0         | 0          | 0       | 0          | 0        | 0          | 0          | 0          | 0        | 0        |
| Everton          | Premier League | 2008–09  | 11        | 2          | 6       | 1          | 0        | 0          | 0          | 0          | 17       | 3        |
| Everton          | Premier League | 2009–10  | 11        | 2          | 0       | 0          | 2        | 1          | 7          | 0          | 20       | 3        |
| Newcastle United | Premier League | 2010–11  | 1         | 0          | 0       | 0          | 0        | 0          | 0          | 0          | 1        | 0        |
| Newcastle United | Premier League | 2011–12  | 0         | 0          | 0       | 0          | 0        | 0          | 0          | 0          | 0        | 0        |
| Összesen         | Összesen       | Összesen | 45        | 6          | 8       | 1          | 2        | 1          | 7          | 0          | 62       | 8        |

## Fordítás
- Ez a szócikk részben vagy egészben  a   Dan Gosling című angol Wikipédia-szócikk fordításán alapul.  Az eredeti cikk szerkesztőit annak laptörténete sorolja fel. Ez a jelzés csupán a megfogalmazás eredetét és a szerzői jogokat jelzi, nem szolgál a cikkben szereplő információk forrásmegjelöléseként.